# Hung
Hung é uma série de televisão americana de comédia dramática exibida pela HBO de 28 de junho de 2009 a 4 de dezembro de 2011. Criada por Colette Burson e Dmitry Lipkin, a série é estrelada por Thomas Jane como Ray Drecker, um técnico de basquete e beisebol de uma escola secundária suburbana de Detroit que passa a se prostituir. A segunda temporada estreou em 27 de junho de 2010 e concluiu sua exibição de 10 episódios em 12 de setembro de 2010. A terceira temporada estreou em 2 de outubro de 2011 e concluiu sua exibição de 10 episódios em 4 de dezembro de 2011. A série foi cancelada após três temporadas. 

## Sinopse
Hung acompanha Ray Drecker (Thomas Jane), um técnico de basquete de uma escola secundária nos subúrbios de Detroit, que está com pouco dinheiro. Ele também é pai de adolescentes gêmeos (Charlie Saxton e Sianoa Smit-McPhee) que se mudam para a casa da mãe (Anne Heche), casada novamente, após um incêndio danificar a casa de infância que Ray ainda possui. Sem seguro para cobrir os danos causados pelo incêndio, Ray fica sem muitas opções. Com a ajuda de uma amiga, Tanya (Jane Adams), Ray decide usar seu pênis acima da média como uma oportunidade para ganhar dinheiro. Os episódios centram-se nas tentativas de Ray de manter uma vida normal enquanto inicia seu negócio como prostituto. Juntos, Tanya e Ray abrem seu próprio negócio, a Happiness Consultants.

## Elenco
- Thomas Jane - Ray Drecker
- Jane Adams - Tanya Skagle
- Anne Heche - Jessica Haxon
- Eddie Jemison - Ronny Haxon
- Alanna Ubach- Yael Koontz
- Loren Lester- Howard Koontz
- Rebecca Creskoff- Lenore
- Natalie Zea- Jemma
- Joshua Leonard- Pierce

## Produção
O piloto foi dirigido por Alexander Payne. A série estreou em 28 de junho de 2009 pela HBO nos Estados Unidos e contém 10 episódios (o primeiro de 1 hora e os outros episódios com duração de 30 minutos). A série teve sua segunda temporada em 2010 com mais dez episódios. Em 2011 a série foi cancelada pela HBO.